# Andreï Botcharov
Andreï Ivanovitch Botcharov (en russe : Андрей Иванович Бочаров) est un homme politique russe et un ancien officier militaire né le 14 octobre 1969 à Barnaoul.
Il occupe le poste de gouverneur de l'oblast de Volgograd (en) depuis 2014.

## Biographie

### Jeunesse et études
Andreï Botcharov est né à Barnaoul le 14 octobre 1969. Enfant, il déménage avec sa famille dans le raïon de Starodoub de l'oblast de Briansk.
En 1987, il est diplômé de l'école militaire Souvorov de Moscou et s'inscrit à l'École supérieure de commandement des troupes aéroportées de la Garde de Riazan.

### Carrière militaire
En 1991, Botcharov est diplômé de l'école supérieure de commandement des troupes aéroportées de la Garde de Riazan. Il occupe ensuite des postes tels que commandant de peloton (en), commandant du bataillon parachutiste et sert dans les troupes aéroportées. Il est également officier supérieur au sein du quartier général de l'unité militaire et a servi dans la 104e division aéroportée de la Garde à Oulianovsk.

#### Première guerre de Tchétchénie et le titre de héros de la Russie
Andreï Botcharov participe à la première guerre de Tchétchénie, dirigeant la reconnaissance en mars 1995. Durant la guerre, il réussit à capturer un site de défense clé dans le village de Komsomolsk, qui était occupé par une quarantaine de militants. Botcharov tue 16 militants et capture trois prisonniers. Le 20 juillet 1996, Botcharov reçoit le titre d'Héros de la fédération de Russie pour « son courage et son héroïsme » par le décret présidentiel numéro 1064.

### Carrière politique
Botcharov occupe de nombreux postes politiques.
En décembre 1998, il devient président de l'Union des héros du Conseil russe.
Il devient ensuite vice-gouverneur de l'oblast de Briansk en janvier 2005.
Entre 2007 et 2012, il est député à la Douma d'État, avant de devenir inspecteur fédéral en chef de l'oblast de Briansk entre octobre 2012 et août 2013.
Peu après, il devient le chef du comité exécutif du siège fédéral du Front populaire panrusse.
Le 2 avril 2014, il est nommé gouverneur par intérim de l'oblast de Volgograd par décret présidentiel et entre en fonction le 24 septembre 2014 après avoir obtenu plus de 88 % des voix[réf. nécessaire].

#### Gouverneur de l'oblast de Volgograd
Pour devenir gouverneur de l'oblast de Volgograd, Botcharov bat Nikolai Parshin, un député de la Douma d'État issu du parti communiste, qui a ensuite été poursuivi pour activités criminelles. Andreï Botcharov soutient des enquêtes, déclarant que la lutte contre la corruption devait être menée indépendamment des positions et de l'étiquette du parti, et laisse entendre que « d'autres chocs violents et d'autres révélations très médiatisées se profilent à l'horizon ».

### Tentative d'incendie
En novembre 2016, Botcharov est victime d'une tentative d'incendie criminel. Le suspect n'a pas encore été nommé, mais les enquêteurs affirment que la tentative était liée à l'engagement politique de Botcharov.

### Sanction
En 2022, il est sanctionné par le gouvernement britannique en relation avec la guerre russo-ukrainienne.

## Controverses
Andreï Botcharov est ouvertement associé à l'affaire criminelle contre le blogueur politique de Volgograd, Andrey Devyatkin,,,,,,, qui a été placé dans un hôpital psychiatrique,. Cependant, Botcharov n'a pas comparu dans l'affaire officielle.
Botcharov a également tenté d'obtenir des fonds fédéraux pour relancer l'usine chimique de Khimprom, qui était auparavant utilisée pour fabriquer des agents neurotoxiques et divers produits chimiques à double usage.